# 皮希夫
50°36′20″N 27°19′1″E / 50.60556°N 27.31694°E
皮希夫（烏克蘭語：Піщів），是烏克蘭北部日托米爾州茲維亞赫爾區皮希夫市镇内的村落及其行政中心。面積2.4平方公里，海拔高度209米，2001年人口799，人口密度每平方公里332.92人。